# Paraplakodus
Paraplacodus (z gr. "prawie plakodus") jest nazwą rodzajową plakodonta żyjącego w środkowym triasie (anizyk i ladyn, około 245-230 milionów lat temu). Jego szczątki odkryto w północnych Włoszech, a nazwę nadał mu Bernard Peyer.
Paraplakodus, jak wszystkie plakodonty, był zwierzęciem wodnym. Długość jego ciała wynosiła 1,5 metra. Żywił się prawie wyłącznie skorupiakami, na co wskazują jego zęby. Szczęka górna wyposażona była w trzy, a żuchwa w dwa rzędy wystających zębów. Ponadto zwierzę zaopatrzone było w zaokrąglone zęby, służące do miażdżenia skorupek.
Grube żebra tworzyły prawie kwadratową w przekroju klatkę piersiową zwierzęcia, która pozwalała paraplakodusowi pozostawać blisko dna w czasie polowania.